# Óscar Cardozo
Óscar René Cardozo  (n. 20 mai 1983) este un jucător de fotbal paraguayan, care evoluează la clubul Club Libertad și la echipa națională de fotbal a Paraguayului.

## Palmares
3 de Febrero
- Paraguayan Segunda División: 2004

Benfica
- Primeira Liga: 2009–10, 2013–14
- Taça de Portugal: 2013–14

Finalist: 2012–13
- Taça da Liga: 2008–09, 2009–10, 2010–11, 2011–12, 2013–14
- UEFA Europa League

Finalist: 2012–13, 2013–14
Individual
- Fotbalistrul paraguayan al anului: 2006, 2009
- Golgheter Primeira Liga: 2009–10, 2011–12
- SJPF Player of the Month: mai 2009
- Golgheter Taça de Portugal: 2007–08, 2010–11, 2012–13
- Golgheter UEFA Europa League: 2009–10
- Goal.com Team of the Year: 2009–10

## Goluri internaționale
| # | Dată              | Stadion                                                  | Adversar                                          | Scor  | Rezultat | Competiție                                             |
| - | ----------------- | -------------------------------------------------------- | ------------------------------------------------- | ----- | -------- | ------------------------------------------------------ |
| 1 | 5 iunie 2007      | Estadio Azteca, Mexico City, Mexic                       | Mexic                                             | 0 – 1 | 0–1      | Meci amical                                            |
| 2 | 28 iunie 2007     | Estadio Agustín Tovar, Barinas, Venezuela                | Statele Unite ale Americii                        | 1 – 2 | 1–3      | Copa América 2007                                      |
| 3 | 15 octombrie 2008 | Estadio Defensores del Chaco, Asunción, Paraguay         | Peru                                              | 1 – 0 | 1–0      | Calificările pentru Campionatul Mondial de Fotbal 2010 |
| 4 | 10 octombrie 2009 | Polideportivo Cachamay, Puerto Ordaz, Venezuela          | Venezuela                                         | 0 – 2 | 1–2      | Calificările pentru Campionatul Mondial de Fotbal 2010 |
| 5 | 29 March 2011     | LP Field, Nashville, United States                       | Statele Unite ale Americii                        | 0–1   | 0–1      | Meci amical                                            |
| 6 | 2 September 2011  | Estadio Rommel Fernández, Panama City, Panama            | Panama                                            | 0–1   | 0–2      | Meci amical                                            |
| 7 | 6 September 2011  | Estadio Olímpico Metropolitano, San Pedro Sula, Honduras | [[File:\|23x15px\|border \|alt=\|link=]] Honduras | 0–2   | 0–3      | Meci amical                                            |
| 8 | 6 September 2011  | Estadio Olímpico Metropolitano, San Pedro Sula, Honduras | [[File:\|23x15px\|border \|alt=\|link=]] Honduras | 0–3   | 0–3      | Meci amical                                            |
| 9 | 15 august 2012    | RFK Stadium, Washington DC, SUA                          | Guatemala                                         | 0–1   | 3–3      | Meci amical                                            |

## Statistici carieră

### Club
La 29 septembrie 2017.
| Club              | Sezon         | Campionat | Campionat | Cupă    | Cupă   | Cupa Ligii | Cupa Ligii | Continental | Continental | Total   | Total  |
| Club              | Sezon         | Meciuri   | Goluri    | Meciuri | Goluri | Meciuri    | Goluri     | Meciuri     | Goluri      | Meciuri | Goluri |
| ----------------- | ------------- | --------- | --------- | ------- | ------ | ---------- | ---------- | ----------- | ----------- | ------- | ------ |
| 3 de Febrero      | 2003          | 22        | 14        | —       | —      | —          | —          | —           | —           | 22      | 14     |
| 3 de Febrero      | 2004          | 12        | 6         | —       | —      | —          | —          | —           | —           | 12      | 6      |
| Total             | Total         | 34        | 20        | —       | —      | —          | —          | —           | —           | 34      | 20     |
| Nacional Asunción | 2004          | 14        | 3         | —       | —      | —          | —          | —           | —           | 14      | 3      |
| Nacional Asunción | 2005          | 29        | 9         | —       | —      | —          | —          | —           | —           | 29      | 9      |
| Nacional Asunción | 2006          | 20        | 10        | —       | —      | —          | —          | 0           | 0           | 20      | 10     |
| Total             | Total         | 63        | 22        | —       | —      | —          | —          | 0           | 0           | 63      | 22     |
| Newell's Old Boys | 2006–07       | 33        | 21        | —       | —      | —          | —          | —           | —           | 33      | 21     |
| Benfica           | 2007–08       | 29        | 13        | 5       | 5      | 0          | 0          | 11          | 4           | 45      | 22     |
| Benfica           | 2008–09       | 26        | 17        | 2       | 0      | 4          | 0          | 3           | 0           | 35      | 17     |
| Benfica           | 2009–10       | 29        | 26        | 0       | 0      | 5          | 2          | 13          | 10          | 47      | 38     |
| Benfica           | 2010–11       | 22        | 12        | 6*      | 5      | 2          | 1          | 12          | 5           | 42      | 23     |
| Benfica           | 2011–12       | 29        | 20        | 0       | 0      | 4          | 3          | 12          | 5           | 45      | 28     |
| Benfica           | 2012–13       | 25        | 17        | 5       | 6      | 2          | 1          | 14          | 9           | 46      | 33     |
| Benfica           | 2013–14       | 15        | 7         | 5       | 3      | 1          | 0          | 11          | 1           | 32      | 11     |
| Total             | Total         | 175       | 112       | 23      | 19     | 18         | 7          | 76          | 34          | 292     | 172    |
| Trabzonspor       |               |           |           |         |        |            |            |             |             |         |        |
| 2014–15           | 29            | 17        | 3         | 2       | —      | —          | 10         | 1           | 42          | 20      |        |
| 2015–16           | 21            | 8         | 1         | 0       | —      | —          | 2          | 0           | 24          | 8       |        |
| Total             | Total         | 50        | 25        | 4       | 2      | —          | —          | 12          | 1           | 66      | 28     |
| Olympiacos        | 2016–17       | 22        | 3         | 7       | 0      | —          | —          | 5           | 0           | 34      | 3      |
| Libertad          | 2017          | 9         | 3         | 0       | 0      | —          | —          | 3           | 3           | 12      | 6      |
| Total carieră     | Total carieră | 386       | 206       | 34      | 21     | 18         | 7          | 95          | 36          | 533     | 270    |

*Include un meci în Supertaça Cândido de Oliveira

### Internațional
| Paraguay | Paraguay | Paraguay |
| An       | Meciuri  | Goluri   |
| -------- | -------- | -------- |
| 2006     | 2        | 0        |
| 2007     | 10       | 2        |
| 2008     | 10       | 1        |
| 2009     | 7        | 1        |
| 2010     | 6        | 0        |
| 2011     | 7        | 4        |
| 2012     | 3        | 1        |
| 2013     | 1        | 0        |
| Total    | 46       | 9        |